# След зверя (фильм)
«След зверя» (пол. Pokot) — криминальный фильм-драма 2017 года, поставленный польским режиссером Агнешкой Холланд по роману польской писательницы Ольги Токарчук. Премьера ленты состоялась 12 февраля 2017 года на 67-м Берлинском международном кинофестивале, где она принимала участие в конкурсной программе и соревновалась за главный приз — Золотой медведь.

## Сюжет
Пожилая женщина Янина Душейко, бывший инженер, ранее строила мосты в Сирии, а теперь живет на окраине леса в Судетах, преподает английский в сельской школе, увлекается астрологией и вегетарианством и хорошо знакома с дикой природой. Одной снежной, зимней ночью она находит тело соседа-браконьера. Единственный след вокруг его дома — это след косули… Со временем при невыясненных обстоятельствах погибают очередные жертвы. У всех погибших была одна страсть — охота. Видя бессилие полиции, Янина начинает собственное расследование, которое дает шокирующие результаты.

## В ролях
- Борис Шиц — Внетжак
- Томаш Кот — Швершчинский